# Screen Art Films
Screen Art Films (Screen Art es una marca registrada de Screen Art S.L por la Oficina Española de Patentes y Marcas) es una empresa de telecomunicaciones y productora cinematográfica ubicada en la isla de Mallorca.
La empresa fue fundada el 25 de julio del 2000 por el escultor y cineasta Antoni Caimari Caldés.
La principal producción de la empresa en sus inicios cinematográficos fue el largometraje "Esta noche hay que matar a Franco"
 2008, dirigida por Martín Garrido Ramis y protagonizada por Antonio Spitzer Ysbert más conocido por su nombre artístico Tony Isbert, actor español, (1950).

## Proyectos sociales

### Films Infest
Creación y organización del primer festival de Cine de Autor de ámbito internacional de las Islas Baleares. 

### Shorts In-Fest
Creación y organización del primer festival de ámbito Iberoamericano de cortometrajes.

### Film People Profiles
Plataforma internacional para gente del cine.
Creación de una pequeña red social exclusiva para que los trabajadores del mundo del cine puedan crear su ficha e intercambiar conocimientos y relaciones profesionales.
El registro es totalmente gratuito y el servicio es sin ánimo de lucro

### Colaboraciones
Colaboración constante con la televisión privada de Baleares Canal 4 llevando a cabo la preparación para la emisión de la selección oficial de los cortometrajes en el programa especial dedicado al festival de cortometrajes Shorts In-Fest que se emite todos los jueves a las 23:30.

## Producciones

### Cortometrajes
- 7 primeros cortos – 2007
- Ensueño – 2008
- Autorretrato – 2009
- Requiem al Amanecer – 2010
- Un somni de 33 cèntims el kg 2010
- Carrusel – 2010 – 2012
- La Fábrica de Hielo – 2010
- Memorias de un Piano – 2010 – 2012
- Das Mädchen der Marionette – 2011 – 2013
- Boucle – 2015
- Bulimic – 2015
- Con Suegros – 2016
- Ma Belle – 2016
- Velvet – 2017

### Largometrajes
- Esta noche hay que matar a Franco 2008[3]
- El Cura y el Veneno 2011-2013
- The Marionette 2014